# Hugh W. Cross

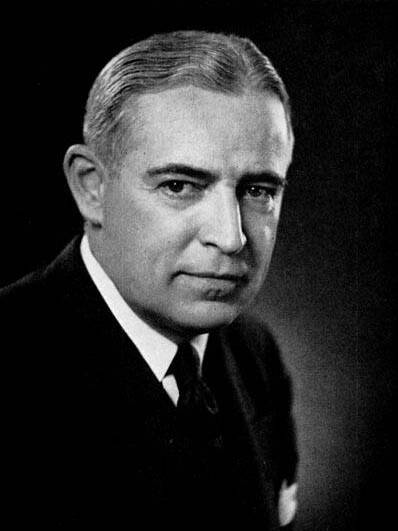
Hugh W. Cross (etwa 1945)

Hugh Ware Cross (* 24. August 1896 in Jerseyville, Illinois; † 15. Oktober 1972 in Jerseyville, Illinois) war ein US-amerikanischer Politiker. Zwischen 1941 und 1949 war er Vizegouverneur des Bundesstaates Illinois.

## Werdegang
Hugh W. Cross entstammt einer seiner über 100 Jahren in Illinois ansässigen Farmersfamilie, die ursprünglich aus New Jersey einwanderte. Er besuchte die öffentlichen Schulen in Jerseyville. Nach einem Jurastudium an der University of Illinois erlangte er den Abschluss als Bachelor of Laws und erhielt 1921 die Zulassung als Rechtsanwalt. Er begann in einer Kanzlei in Jerseyville und später in Alton in diesem Beruf zu arbeiten. Außerdem war bewirtschaftete er die familieneigene Farm.
Politisch wurde er Mitglied der Republikanischen Partei. Zwischen 1933 und 1940 saß er als Abgeordneter im Repräsentantenhaus von Illinois. Seit 1939 war er als Nachfolger von Louie E. Lewis Präsident dieser Kammer.
1940 wurde Cross an der Seite von Dwight H. Green zum Vizegouverneur von Illinois gewählt. Dieses Amt bekleidete er einschließlich einer 1944 erfolgten Wiederwahl vom 13. Januar 1941 bis zum 10. Januar 1949. Dabei war er jeweils Stellvertreter des Gouverneurs. In den Jahren 1944 und 1948 nahm er als Delegierter an den jeweiligen Republican National Conventions teil.
Am 8. März 1949 nominierte ihn US-Präsident Harry S. Truman für den vakanten Sitz von George M. Barnard in der Interstate Commerce Commission mit einer restlichen Amtszeit bis zum 31. Dezember 1950. Am 7. April 1949 erfolgte die Bestätigung durch den Senat der Vereinigten Staaten. Sein Amt trat er am 11. April 1948 an. 1950 erfolgte eine erneute Nominierung für eine Amtszeit bis zum 31. Dezember 1957.
1955 wurde er deren turnusmäßiger Vorsitzender. Am 25. November 1955 trat er zurück, nachdem er Gegenstand eines Untersuchungsausschusses geworden war, der ihm illegale Vorteilsnahme im Amt im Zusammenhang mit einer Auftragsvergabe an das Busunternehmen, das den Passagiertransport zwischen den einzelnen Bahnhöfen in Chicago abwickelte, vorwarf. Der Ausschuss stellte fest, dass kein Verstoß gegen bestehende Gesetze vorliege, jedoch sein Handeln unklug gewesen sei. Seinen Rücktritt begründete er mit seinem Gesundheitszustand sowie dem seiner Frau und um möglichen Schaden von der Interstate Commerce Commission abzuhalten. Sein Nachfolger in der Interstate Commerce Commission wurde Rupert L. Murphy.
Danach ist Cross politisch nicht mehr in Erscheinung getreten. Von 1957 1962 war er Präsident der Jersey County Abstract and Title Company.
Hugh W. Cross war seit 1924 verheiratet mit Helen McGovern aus Galesburg und hatte zwei Kinder.